# Eutelia clarirena
Eutelia clarirena is een vlinder uit de familie van de Euteliidae. De wetenschappelijke naam van de soort is voor het eerst geldig gepubliceerd in 1982 door Sugi.